# London Underground 1938 Stock
London Underground 1938 Stock (także 1938 Tube Stock lub 1938 Stock) – elektryczny zespół trakcyjny produkowany w latach 1938–1939 dla metra londyńskiego przez spółki BRC&W oraz Metro-Cammell. Zbudowanych zostało ponad 1200 wagonów tego typu.
Pociągi zostały opracowane w ramach przeprowadzonego w latach 1935–1940 programu rozbudowy metra, zwanego New Works Programme. Był to pierwszy pociąg londyńskiego metra, w którym większość urządzeń umieszczono pod podłogą, a nie za kabiną motorniczego. Tym samym znacznie zwiększona została przestrzeń pasażerska.
Zespoły 1938 Stock wykorzystywane były w metrze londyńskim do 1988 roku, obsługując linie Northern (1938–1978 i 1986–1988; w tym odgałęzienie Highbury 1966–1975), Bakerloo (1939–1985), Piccadilly (1952–1975) oraz East London (1974–1977), a w ograniczonym zakresie także Metropolitan (1939; odgałęzienie Wembley Park – Stanmore) i Central (1957–1960; odgałęzienie Epping – Ongar).
Większość pociągów klasy 1938 Stock została zezłomowana. Dziewięć dwuwagonowych zestawów przeszło gruntowną renowację i jako British Rail Class 483 rozpoczęło w 1989 roku obsługę linii kolejowej Island Line na wyspie Wight. Obecnie w służbie pozostaje sześć z nich.